# Valašský expres
Valašský expres je souhrnné označení dálkových vlakových spojů na lince Ex2 v trase Praha hlavní nádraží – Púchov (– Žilina). V jízdním řádu 2024/2025 bylo takto označeno celkem 16 vlaků.

## Historie
V jízdním řádu 2018/2019 došlo k hromadnému sjednocení pojmenování vlaků Českých drah. Expresní vlaky z Prahy do Žiliny po trati přes Pardubice, Olomouc, Valašské Meziříčí a Vsetín dostaly označení právě Valašský expres. Podle Českých drah totiž jednotné pojmenování vlaků usnadňuje cestujícím orientaci jak při hledání v jízdním řádu, tak i při samotném nástupu do vlaku. Souhrnným názvem tak byly nahrazeny původní názvy Hradčany, Fatra, Radhošť, Bečva, Vsacan, Súľov, Portáš a Helfštýn, které vždy nesl jen jeden pár vlaků.
Od prosince 2019 byly kvůli rekonstrukci trati mezi stanicemi Púchov a Považská Bystrica všechny vlaky kromě jednoho páru zkráceny do Púchova, kde na ně navazují spoje regionální dopravy ve směru do Žiliny a Košic.

### Omezení během pandemie covidu-19
Ani Valašský expres se nevyhnul omezování železniční dopravy během pandemie covidu-19. Nejprve došlo k zákazu osobní přepravy na Slovensko. Od 13. března 2020 tak vlaky končily jízdu ve stanici Horní Lideč. Vzhledem k celostátnímu lockdownu vlaky využívalo minimum cestujících, i proto byly mezi Prahou a Olomoucí od 20. března dočasně zrušeny. Nějakou dobu tak vlaky jezdily jen na krátkém úseku z Olomouce do Horní Lidče. Od 26. dubna začaly Valašské expresy jezdit opět až do Prahy, nicméně na Slovensko stále nepokračovaly. Toto opatření bylo zrušeno až 8. června, odkdy byly vlaky plně obnovovány v celé své trase.
Při nepříznivém vývoji pandemie na podzim sice ke zrušení všech Valašských expresů v žádném úseku nedošlo, nicméně i tak byly spoje v následujících měsících omezovány. Od 22. září byly v reakci na zařazení Česka do rizikové skupiny zemí EU zrušeny vybrané spoje v úseku Horní Lideč – Púchov a k podobnému opatření došlo v říjnu také mezi Prahou a Olomoucí. Od 30. dubna 2021 byly Valašské expresy obnoveny v plné trase.

### Další vývoj
V roce 2021 byly vlaky převedeny z kategorie expres do kategorií EuroCity (mezinárodní spoje) a InterCity (vnitrostátní spoje). Následující rok, v prosinci 2022, došlo k prodloužení jednoho páru spojů ze Vsetína až do Žiliny a téměř všech spojů o úsek Praha hlavní nádraží – Praha-Vršovice. V prosinci 2024 byly všechny spoje opět zkráceny na pražské hlavní nádraží.

## Současnost
V době platnosti jízdního řádu pro rok 2025 jezdilo v běžném stavu celkem 16 spojů (8 párů) pojmenovaných Valašský expres, mezinárodní byly vedeny jako vlaky EuroCity, vnitrostátní pak jako InterCity. Z Prahy jezdily tři spoje až do, respektive ze Žiliny, jedenáct do/z Púchova a dva do/ze Vsetína.
| Druh a číslo | Trasa                                                                                           |
| ------------ | ----------------------------------------------------------------------------------------------- |
| EC 121       | Praha hl. n. – Pardubice hl. n. – Olomouc hl. n. – Valašské Meziříčí – Vsetín – Púchov          |
| EC 123       | Praha hl. n. – Pardubice hl. n. – Olomouc hl. n. – Valašské Meziříčí – Vsetín – Púchov          |
| EC 125       | Praha hl. n. – Pardubice hl. n. – Olomouc hl. n. – Valašské Meziříčí – Vsetín – Púchov          |
| EC 127       | Praha hl. n. – Pardubice hl. n. – Olomouc hl. n. – Valašské Meziříčí – Vsetín – Púchov          |
| EC 129       | Praha hl. n. – Pardubice hl. n. – Olomouc hl. n. – Valašské Meziříčí – Vsetín – Púchov          |
| EC 221       | Praha hl. n. – Pardubice hl. n. – Olomouc hl. n. – Valašské Meziříčí – Vsetín – Púchov – Žilina |
| EC 223       | Praha hl. n. – Pardubice hl. n. – Olomouc hl. n. – Valašské Meziříčí – Vsetín – Púchov – Žilina |
| IC 521       | Praha hl. n. – Pardubice hl. n. – Olomouc hl. n. – Valašské Meziříčí – Vsetín                   |

| Druh a číslo | Trasa                                                                                           |
| ------------ | ----------------------------------------------------------------------------------------------- |
| EC 120       | Púchov – Vsetín – Valašské Meziříčí – Olomouc hl. n. – Pardubice hl. n. – Praha hl. n.          |
| EC 122       | Púchov – Vsetín – Valašské Meziříčí – Olomouc hl. n. – Pardubice hl. n. – Praha hl. n.          |
| EC 124       | Púchov – Vsetín – Valašské Meziříčí – Olomouc hl. n. – Pardubice hl. n. – Praha hl. n.          |
| EC 126       | Púchov – Vsetín – Valašské Meziříčí – Olomouc hl. n. – Pardubice hl. n. – Praha hl. n.          |
| EC 128       | Púchov – Vsetín – Valašské Meziříčí – Olomouc hl. n. – Pardubice hl. n. – Praha hl. n.          |
| EC 220       | Púchov – Vsetín – Valašské Meziříčí – Olomouc hl. n. – Pardubice hl. n. – Praha hl. n.          |
| EC 222       | Žilina – Púchov – Vsetín – Valašské Meziříčí – Olomouc hl. n. – Pardubice hl. n. – Praha hl. n. |
| IC 520       | Vsetín – Valašské Meziříčí – Olomouc hl. n. – Pardubice hl. n. – Praha hl. n.                   |